# Ручане-Нида (гмина)
Ручане-Нида (пол. Ruciane-Nida) — городско-сельская гмина (волость) в Польше, входит как административная единица в Пишский повет, Варминьско-Мазурское воеводство. Население — 8619 человек (на 2004 год).

## Демография
| Перепись                       | Всего   | Всего | Женщины | Женщины | Мужчины | Мужчины |
| ------------------------------ | ------- | ----- | ------- | ------- | ------- | ------- |
| Единицы                        | человек | %     | человек | %       | человек | %       |
| Население                      | 8619    | 100   | 4333    | 50,3    | 4286    | 49,7    |
| Плотность населения (чел./км²) | 24,1    | 24,1  | 12,1    | 12,1    | 12      | 12      |

## Сельские округа
1. Галково
2. Изнота
3. Карвица
4. Коньцево
5. Кшиже
6. Недзведзи-Руг
7. Нова-Укта
8. Онуфрыево
9. Осиняк-Пётрово
10. Шероки-Бур
11. Свигнайно
12. Укта
13. Вейсуны
14. Войново
15. Вулька
16. Выгрыны

## Поселения
1. Бартлево
2. Борек
3. Гонсёр
4. Глодово
5. Иваново
6. Елень
7. Кадзидлово
8. Камень
9. Карвица-Мазурска
10. Кокошка
11. Липник
12. Лисичин
13. Ладне-Поле
14. Майдан
15. Маскулиньске
16. Пяски
17. Печиско
18. Попельно
19. Пране
20. Ручай
21. Варново
22. Вежба
23. Выпад
24. Замечек
25. Замордее
26. Заросляк
27. Здружно

## Соседние гмины

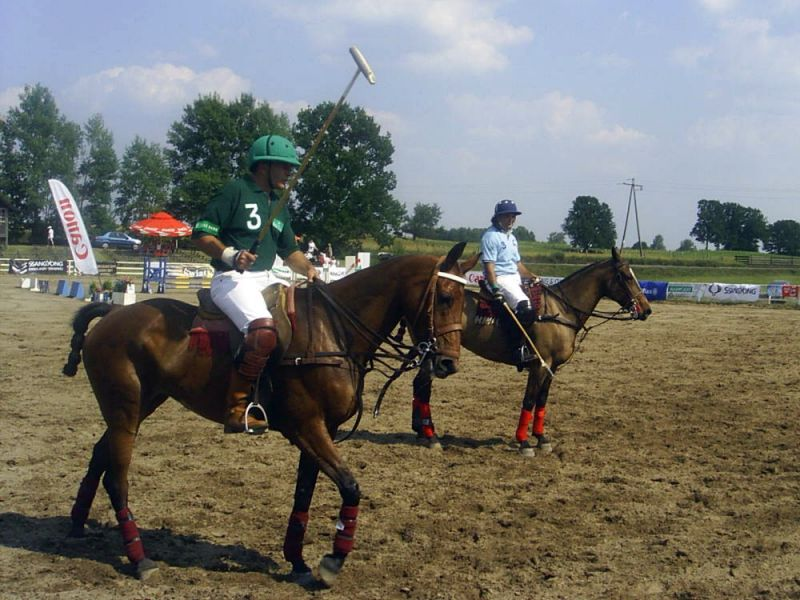
Гмина Ручане-Нида

1. Гмина Миколайки
2. Гмина Пецки
3. Гмина Пиш
4. Гмина Розоги
5. Гмина Свентайно